# Juan Murillo
Juan Engelberth Murillo Ortiz (San Cristóbal, 1 de agosto de 1982, es un ciclista profesional venezolano.
Ha participado en la Vuelta al Táchira, Vuelta a Venezuela y otras competencias nacionales.

## Palmarés
2002
- 2.º en 4.ª etapa Vuelta al Táchira, Santa Ana  Venezuela

2004
- 1.º en 2.ª etapa Doble Sucre Potosí GP Cemento Fancesa, Potosí  Bolivia
- 3.º en Campeonato Panamericano de Ciclismo en Ruta, Sub-23 Venezuela

2005
- 2.º en 1.ª etapa Vuelta Internacional al Estado Trujillo, Valera  Venezuela

2006
- 1.º en 12.ª etapa Vuelta al Táchira, San Rafael  Venezuela
- 8.º en Campeonato de Venezuela de Ciclismo en Ruta, Ruta, San Carlos  Venezuela
- 1.º en 2.ª etapa Vuelta al Estado Yaracuy  Venezuela
- 1.º en 2.ª etapa Vuelta a Aragua  Venezuela
- 3.º en 2.ª etapa Vuelta a Colombia, San Cristóbal  Colombia
- 1.º en 2.ª etapa Vuelta a Venezuela, Barinas  Venezuela
- 1.º en 4.ª etapa Clásico Ciclístico Banfoandes, Cordero  Venezuela

2007
- 1.º en 3.ª etapa Vuelta al Táchira, Barinas  Venezuela
- 3.º en 8.ª etapa Vuelta al Táchira  Venezuela
- 3.º en 5.ª etapa Vuelta al Oriente, Santa Fe  Venezuela
- 3.º en Clasificación General Final Vuelta al Oriente  Venezuela
- 2.º en 10.ª etapa Vuelta a Colombia, Cali  Colombia
- 3.º en 2.ª etapa Vuelta a Venezuela  Venezuela
- 3.º en 9.ª etapa Vuelta a Venezuela  Venezuela
- 2.º en 2.ª etapa Vuelta a Bramón  Venezuela
- 1.º en 3.ª etapa Vuelta a Bramón  Venezuela
- 2.º en Clasificación General Final Vuelta a Bramón  Venezuela

2008
- 3.º en 12.ª etapa Vuelta al Táchira, Santa Ana  Venezuela
- 3.º en 13.ª etapa Vuelta al Táchira,  Venezuela
- 5.º en 3.ª etapa Clásico Ciclístico Banfoandes, Valera  Venezuela

2009
- 1.º en 4.ª etapa Vuelta al Táchira, Tovar  Venezuela
- 4.º en 6.ª etapa Vuelta al Táchira, Cerro del Cristo Rey  Venezuela
- 4.º en 7.ª etapa Vuelta al Táchira, El Cobre  Venezuela
- 5.º en 12.ª etapa Vuelta al Táchira  Venezuela
- 4.º en Clasificación General Final Vuelta al Táchira  Venezuela

2010
- 3.º en 2.ª etapa Vuelta a Bramón  Venezuela
- 3.º en Clasificación General Final Vuelta a Bramón  Venezuela
- 7.º en Campeonato de Venezuela de Ciclismo en Ruta, Ruta, Valera  Venezuela
- 2.º en 1.ª etapa Vuelta a Yacambu-Lara  Venezuela
- 3.º en 3.ª etapa Vuelta a Yacambu-Lara  Venezuela
- 3.º en Clasificación General Final Vuelta a Yacambu-Lara  Venezuela

2011
- 3.º en 5.ª etapa Vuelta al Táchira, Pregonero  Venezuela
- 2.º en 8.ª etapa Vuelta al Táchira  Venezuela
- 5.º en 9.ª etapa Vuelta al Táchira  Venezuela
- 5.º en 12.ª etapa Vuelta al Táchira  Venezuela
- 4.º en Clasificación General Final Vuelta al Táchira  Venezuela
- 2.º en Clasificación General Final Vuelta a Venezuela  Venezuela

2012
- 1.º en 10.ª etapa Vuelta al Táchira  Venezuela
- 2.º en 2.ª etapa Vuelta a Santa Cruz de Mora  Venezuela
- 2.º en Clasificación General Final Vuelta a Santa Cruz de Mora  Venezuela

2013
- 1.º en 3.ª etapa Vuelta al Táchira,  Venezuela
- 4.º en 7.ª etapa Vuelta al Táchira Venezuela
- 5.º en 9.ª etapa Vuelta al Táchira Venezuela
- 6.º en Clasificación General Final Vuelta al Táchira Venezuela
- 2.º en Campeonato de Venezuela de Ciclismo en Ruta, Ruta, Santa Cruz de Mora  Venezuela
- 1.º en 7.ª etapa Vuelta a Venezuela, Barquisimeto  Venezuela
- 4.º en 9.ª etapa Vuelta a Venezuela, Los Teques  Venezuela
- 2.º en Clasificación General Final Vuelta a Venezuela Venezuela
- 1.º en 1.ª etapa Clásico Virgen de la Consolación de Táriba  Venezuela
- 2.º en 2.ª etapa Clásico Virgen de la Consolación de Táriba  Venezuela
- 2.º en Clasificación General Final Clásico Virgen de la Consolación de Táriba  Venezuela
- 3.º en 1.ª etapa Vuelta a Tovar  Venezuela
- 2.º en 2.ª etapa Vuelta a Tovar  Venezuela
- 2.º en 3.ª etapa Vuelta a Tovar  Venezuela
- 2.º en Clasificación General Final Vuelta a Tovar  Venezuela

2014
- 4.º en 2.ª etapa Vuelta al Táchira, Táriba  Venezuela
- 1.º en 3.ª etapa Vuelta al Táchira, San Cristóbal  Venezuela
- 2.º en 5.ª etapa Vuelta al Táchira, La Grita  Venezuela
- 4.º en 7.ª etapa Vuelta al Táchira, San Juan de Colón  Venezuela
- 4.º en 8.ª etapa Vuelta al Táchira, Cerro del Cristo Rey  Venezuela
- 3.º en 9.ª etapa Vuelta al Táchira, Casa del Padre  Venezuela
- 3.º en Clasificación General Final Vuelta al Táchira  Venezuela
- 4.º en 6.ª etapa Vuelta a Venezuela, San Vicente  Venezuela
- 5.º en Clasificación General Final Vuelta a Venezuela  Venezuela
- 1.º en 1.ª etapa Tour de Guadalupe, Deshaies  Guadalupe
- 1.º en 2.ª etapa parte B Tour de Guadalupe, Saint-Claude  Guadalupe
- 2.º en 8.ª etapa parte B Tour de Guadalupe, Lamentin  Guadalupe
- 3.º en Clasificación General Final Tour de Guadalupe  Guadalupe
- 4.º en Clasificación General Final Vuelta a Tovar  Venezuela
- 3.º en 2.ª etapa Vuelta a Santa Cruz de Mora  Venezuela
- 3.º en Clasificación General Final Vuelta a Santa Cruz de Mora  Venezuela
- 2.º en 1.ª etapa Tour Lotería del Táchira  Venezuela
- 1.º en 2.ª etapa Vuelta a Bramón, Bramón  Venezuela
- 2.º en 3.ª etapa Vuelta a Bramón, Bramón  Venezuela
- 1.º en Clasificación General Final Vuelta a Bramón  Venezuela

2015
- 3.º en 5.ª etapa Vuelta al Táchira, San Juan de Colón  Venezuela
- 2.º en 6.ª etapa Vuelta al Táchira, La Grita  Venezuela
- 2.º en 7.ª etapa Vuelta al Táchira, Bramón  Venezuela
- 1.º en 8.ª etapa Vuelta al Táchira, Cerro de Cristo  Venezuela
- 5.º en 9.ª etapa Vuelta al Táchira, Casa del Padre  Venezuela
- 2.º en Clasificación General Final Vuelta al Táchira  Venezuela
- 1.º en Campeonato de Venezuela de Ciclismo en Ruta, Ruta, Valle de Pascua  Venezuela
- 5.º en 4.ª etapa Tour de Guadalupe, Vieux-Habitants  Guadalupe
- 2.º en 6.ª etapa Tour de Guadalupe, Pointe-Noire  Guadalupe
- 5.º en 9.ª etapa Tour de Guadalupe, Basse-Terre  Guadalupe
- 4.º en Clasificación General Final Tour de Guadalupe  Guadalupe

## Equipos
- 2010  Gobernación del Zulia
- 2011  Gobernación del Zulia
- 2012  Gobernación del Zulia
- 2013  Kino Táchira
- 2014  Lotería del Táchira